# Via Lattea
La Via Lattea (dal latino Via Lactea) è una grande galassia a spirale composta da diverse centinaia di miliardi di stelle, tra cui il Sole.
È "la galassia" per antonomasia: il termine deriva dal greco antico γαλαξίας?, galaxías che indicava originariamente il "cerchio lattiginoso" visibile nel cielo notturno; poi il suo significato è stato esteso a tutte le strutture simili presenti nell'Universo.
Insieme ad altre galassie minori, forma il Gruppo Locale, parte del Superammasso Laniakea. Il nome designa anche la scia luminosa che attraversa il cielo notturno, visibile dalla Terra, dovuta alla proiezione del suo disco stellare. L'età della galassia è stimata in circa 13,7 miliardi di anni.

## Etimologia e denominazione
Il termine Via Lattea deriva dal latino Via Lactea, che significa "via del latte", descrivendo la banda luminosa lattiginosa visibile nel cielo notturno.
Il termine "galaxias" deriva invece dal greco antico γαλαξίας? ed è all'origine della parola moderna "galassia". È una parola composta, derivata da γάλα (gála), che significa latte, e il suffisso -ίας (-ías) che forma aggettivi. Quindi γαλαξίας κύκλος (galaxías kýklos) significava letteralmente "circolo lattiginoso", ovvero ciò che i Greci osservavano nel cielo notturno: la scia luminosa della Via Lattea, simile al latte versato. Nella mitologia greca, la Via Lattea era interpretata come il latte versato dalla dea Era mentre allattava il neonato Eracle. Secondo il mito, Eracle era figlio di Zeus e della mortale Alcmene, e per proteggerlo dalla gelosia di Era, Zeus affidò il bambino alla dea affinché lo allattasse. Quando Era si accorse dell'inganno e ritrasse il seno, una goccia di latte cadde nel cielo, formando la banda luminosa che oggi chiamiamo Via Lattea. Questa immagine di latte divino riflette il concetto di nutrimento celeste e immortalità, simbolo di protezione e forza conferiti da una dea. Il mito sottolinea il legame tra il divino e l'umano, con la Via Lattea che diventa un ponte visibile tra il cielo e la terra.
Un'altra leggenda narra che la Via Lattea rappresenti una strada celeste percorsa dalle anime dei defunti o degli eroi, che salgono al regno degli dèi dopo la morte, facendo della banda luminosa un simbolo di passaggio e trasformazione spirituale.
In alcune tradizioni antiche, la Via Lattea veniva associata a un fiume sacro celeste, collegato al mito del Gange in India. In queste culture, il fiume celeste simboleggiava il flusso della vita e il collegamento tra il mondo terreno e quello divino, riflettendo la funzione della Via Lattea come un corso d'acqua luminosa nel cielo che unisce il cosmo.
In ambito scientifico, il termine Via Lattea indica sia la banda luminosa osservabile dalla Terra sia la galassia che ospita il Sistema Solare. Nei paesi anglosassoni, per evitare ambiguità, si preferisce il termine Milky Way Galaxy per la galassia nel suo complesso.

## Osservazione dalla Terra

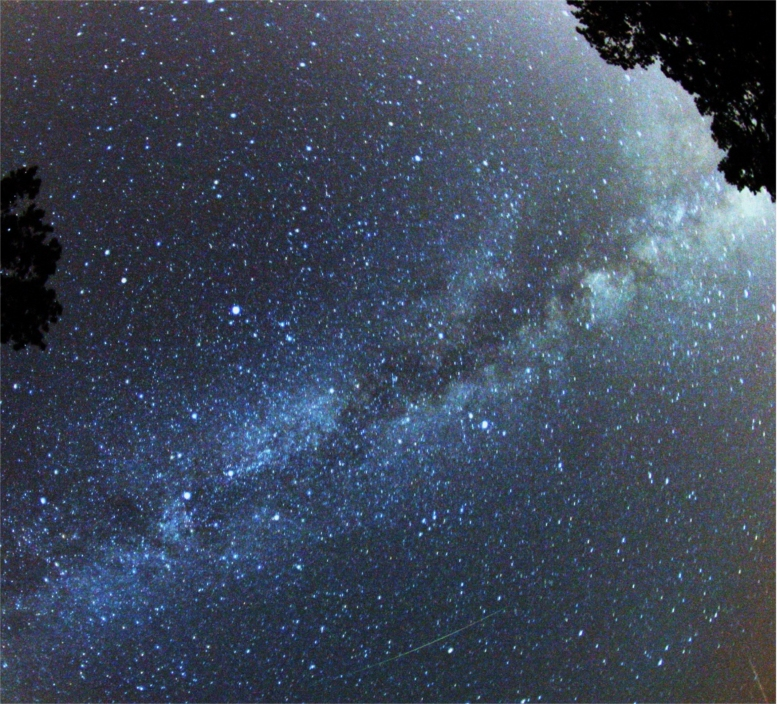
La Via Lattea dell'emisfero boreale; si distingue l'asterismo del Triangolo estivo, mentre è ben visibile la Fenditura del Cigno, una lunga fascia scura che divide la scia chiara della Via Lattea in senso longitudinale.

La Via Lattea nel cielo particolarmente buio sopra il Cerro Paranal.

Osservando la Via Lattea dalla Terra, che giace in uno dei suoi bracci di spirale, essa appare nel cielo notturno come una fascia chiara di luce bianca che percorre trasversalmente l'intera volta celeste, dove si addensa un numero di stelle maggiore che nelle altre aree del cielo e che appare di aspetto leggermente diverso a seconda dell'emisfero in cui ci si trova. Numerose interruzioni nella sua continuità sono causate dalla presenza in più punti di nebulose oscure e polveri che oscurano la luce delle stelle più lontane. Il tratto più luminoso ricade tra le costellazioni di Ofiuco, Scorpione e Sagittario, ossia in direzione del centro galattico; numerosi altri punti brillanti si dispongono a nord e a sud del centro, in particolare il tratto costituito dal Braccio del Cigno, nell'omonima costellazione, e dal Braccio della Carena-Sagittario, nella costellazione della Carena.
Relativamente all'equatore celeste, la Via Lattea passa nel suo estremo a nord nella costellazione di Cassiopea e nell'estremo a sud nella costellazione della Croce del Sud. Questa disposizione è dovuta alla grande inclinazione relativa tra il piano orbitale della Terra (l'eclittica, ovvero il piano fondamentale del Sistema Solare) e il piano equatoriale della Galassia. In realtà, a causa del fenomeno della precessione degli equinozi, questa inclinazione della Via Lattea varia sensibilmente a seconda delle epoche, aumentando o diminuendo se l'asse di rotazione terrestre si avvicina o si allontana dalla stessa scia della Via Lattea; nella nostra epoca, la sua inclinazione è in lenta ma costante crescita. Nell'epoca precessionale opposta alla nostra, 13 000 anni fa o tra 13 000 anni, l'inclinazione della Via Lattea diminuisce.
A causa della diversa distribuzione delle nebulose oscure nella nostra Galassia, la sua forma vista dalla Terra appare molto irregolare e frastagliata: il tratto a nord del centro galattico, che ricade nell'emisfero boreale, appare solcato da una lunga scia scura che percorre la fascia centrale della scia luminosa per oltre una quarantina di gradi: si tratta di un complesso nebuloso noto come Fenditura del Cigno ed è una caratteristica tipica della Via Lattea del cielo boreale; vista dall'emisfero australe, nel suo ramo a sud del centro galattico, appare meno oscurata della parte boreale: l'unica nebulosa oscura di rilievo è la Nebulosa Sacco di Carbone, che si presenta come una toppa scura che si sovrappone al grande chiarore della Via Lattea dei cieli del sud. Invece in direzione opposta al centro galattico, fra le costellazioni dell'Auriga e dei Gemelli, la scia chiara appare un po' meno spessa e meno brillante.
Il fatto che la Via Lattea divida il cielo notturno terrestre in due emisferi più o meno uguali indica che il Sistema Solare si trova vicino al piano galattico. La luminosità superficiale relativamente bassa della Via Lattea non le permette però di poter essere scorta dalle più grandi aree urbane o suburbane afflitte da inquinamento luminoso.

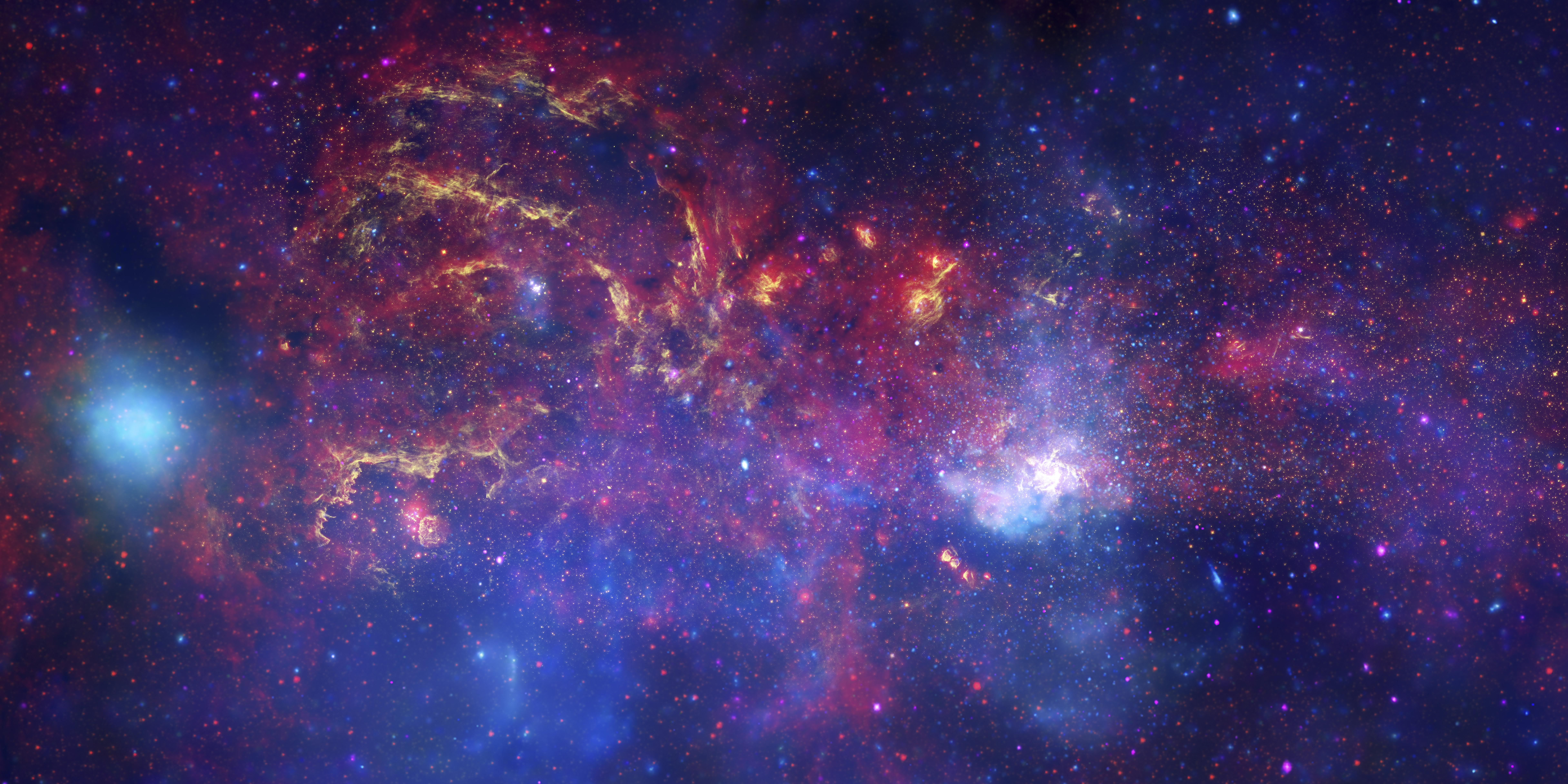
Un'immagine composita della regione centrale della nostra galassia, la Via Lattea. L'immagine è stata ottenuta unendo osservazioni del Hubble Space Telescope, dello Spitzer Space Telescope e del Chandra X-ray Observatory a diverse lunghezze d'onda, permettendo di rivelare l'intensa attività vicino al nucleo galattico dietro alle scure nubi di polveri.

### Storia

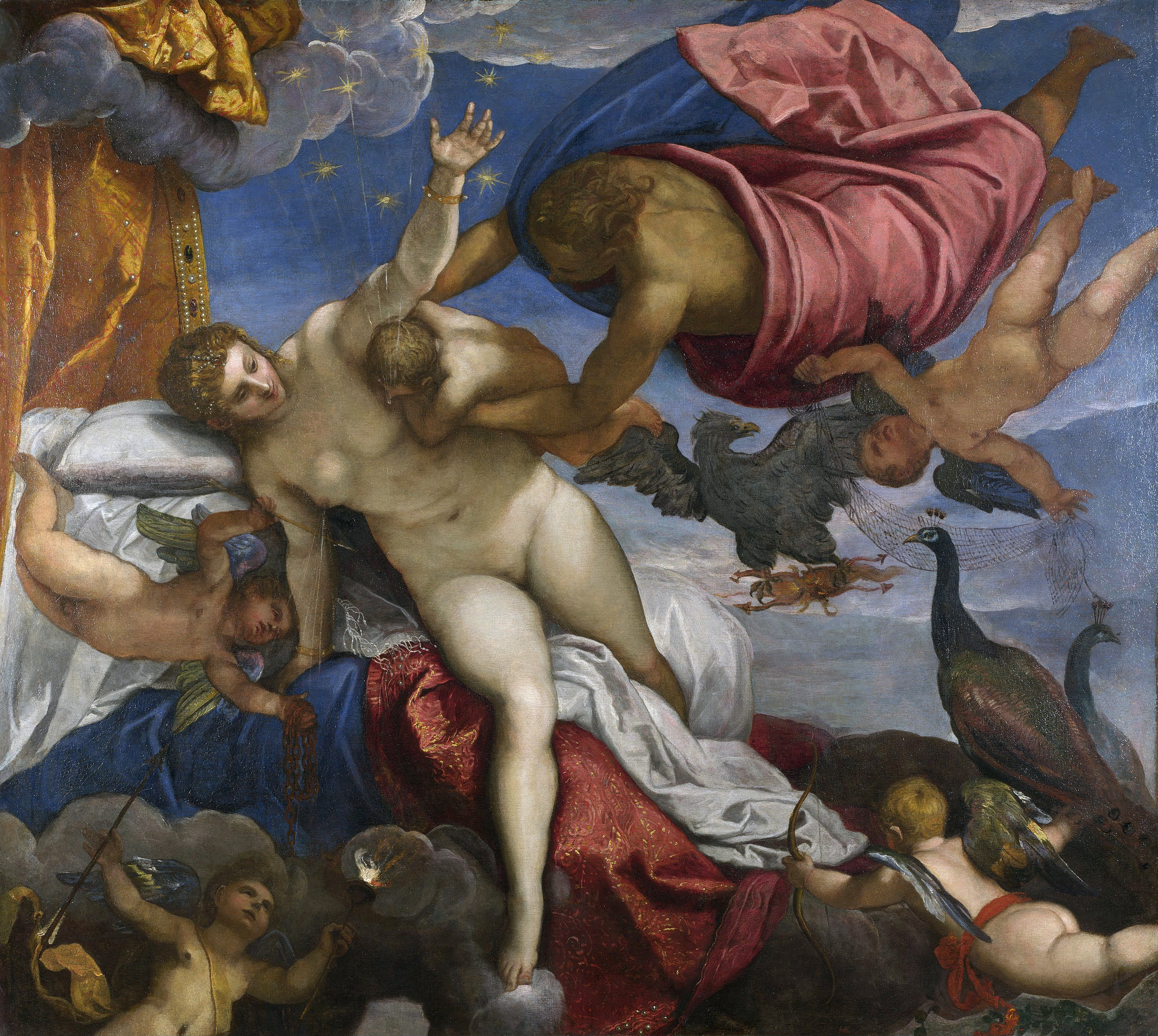
L'origine della Via Lattea del Tintoretto.

Numerose cosmogonie, formulate dalle popolazioni di tutto il mondo, hanno cercato di spiegare l'origine della Via Lattea. I nomi italiano, inglese, ed europei in generale derivano dall'antico nome greco Γαλαξίας, Galaxias, che deriva a sua volta dalla parola γάλα, γάλαϰτος (gala, galaktos), ossia latte; che è pure l'origine stessa della parola galassia.
I Babilonesi, fondatori dell'astronomia, credevano che la Via Lattea fosse ottenuta dalla metamorfosi della coda della dea-drago Tiāmat, dopo che questa venne catturata dal dio Marduk.
Gli antichi Egizi consideravano la Via Lattea come una controparte celeste del Nilo: un fiume chiaro che attraversava il cielo notturno esattamente come il Nilo attraversava le loro terre.
Nell'area dell'Asia centrale, dell'Africa e in alcune culture mediterranee, il nome della Via Lattea è legato a parole indigene che significano paglia, analogamente al nome in sardo Sa bia 'e sa palla, La via della paglia, il termine venne diffuso dagli Arabi che l'avevano mutuato dalla lingua armena.

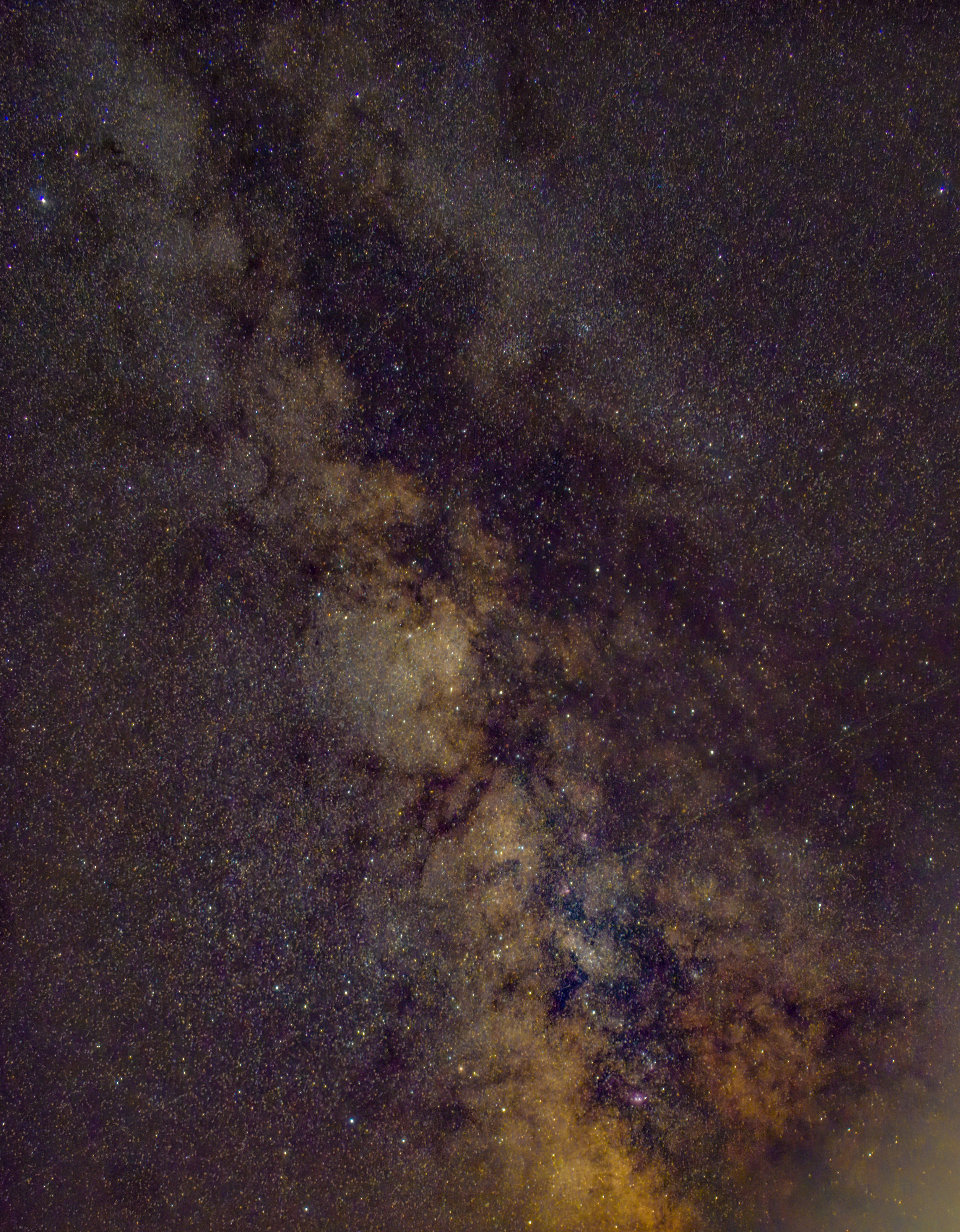
La Via Lattea, si può notare la struttura del braccio della galassia, numerose nebulose e oggetti del catalogo Messier.

In alcune lingue uraliche, turche, ugrofinniche e baltiche, la Via Lattea è chiamata Via degli uccelli; il nome cinese Fiume d'argento (銀河) è usato in tutta l'Asia orientale, inclusi Corea e Giappone. Un nome alternativo usato nell'antica Cina, specialmente nei poemi, è Fiume etereo di Han (天汉); in giapponese invece Fiume d'argento (銀河 ginga) assume il significato generico di galassia, mentre la Via Lattea precisamente detta è chiamata Sistema del Fiume d'argento (銀河系 gingakei) o anche Fiume celestiale (天の川 ama no kawa). Nelle lingue correnti in India, sia in quelle di origine indoeuropea sia in quelle di origine dravidica, si utilizza il termine sanscrito e Hindi Akasha Ganga, il Gange celeste. In svedese è chiamata infine Vintergatan (Strada dell'Inverno), poiché le stelle della sua fascia sono usate per predire il tempo del successivo inverno.
In Spagna la Via Lattea viene chiamata popolarmente Camino de Santiago perché era usata come guida dai pellegrini diretti in questo luogo. Secondo una leggenda medievale, la Via Lattea fu formata dalla polvere sollevata dai pellegrini stessi. Lo stesso termine Compostela deriverebbe da campus stellae.

### Approcci scientifici

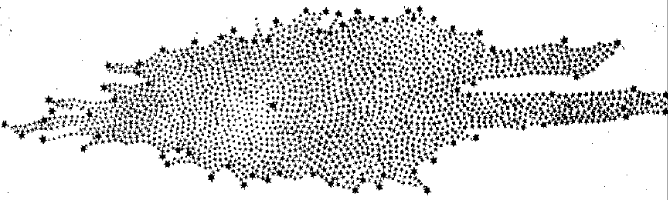
La forma della Via Lattea dedotta da William Herschel nel 1785 secondo la disposizione delle stelle; il sistema solare era immaginato nei pressi del suo centro.

Aristotele trattò della Via Lattea in una sua opera sulle Scienze della Terra, i Meteorologica (345a-346a; DK 59 A80), dove sostenne che si trattava di un fenomeno prodotto nella parte più alta dell'atmosfera terrestre, mentre prima di lui i filosofi Anassagora (circa 500–428 a.C.) e Democrito (450–370 a.C.) avevano avanzato l'idea che la Via Lattea fosse una lunga scia di stelle molto distanti. L'astronomo persiano Abū Rayhān al-Bīrūnī (973-1048 d.C.) fu il primo a notare che la Via Lattea è formata da un insieme di innumerevoli stelle nebulose.
Una prima conferma giunse nel 1610, quando Galileo usò un cannocchiale per studiare la Via Lattea: vide in effetti che era composta da un elevatissimo numero di deboli stelline. In un trattato del 1755 Immanuel Kant, rifacendosi a un'opera precedente di Thomas Wright, speculò correttamente che la Via Lattea fosse in realtà un corpo in rotazione formato da un numero enorme di stelle, legate dalla forza di gravità come avviene nel sistema solare, ma in scala molto maggiore; dall'interno il disco di stelle è visto come una lunga scia chiara solo per un effetto prospettico. Speculò inoltre, sempre correttamente, sul fatto che alcune delle nebulose visibili nel cielo notturno non fossero altro che delle "galassie" simili alla nostra ma molto più lontane.
Il primo tentativo di descrivere la forma della Via Lattea e la posizione del Sole al suo interno fu di William Herschel nel 1785, attraverso un conteggio scrupoloso del numero di stelle in seicento regioni differenti del cielo. Disegnò in seguito un diagramma della forma della Galassia, considerando erroneamente il Sole nei pressi del suo centro.

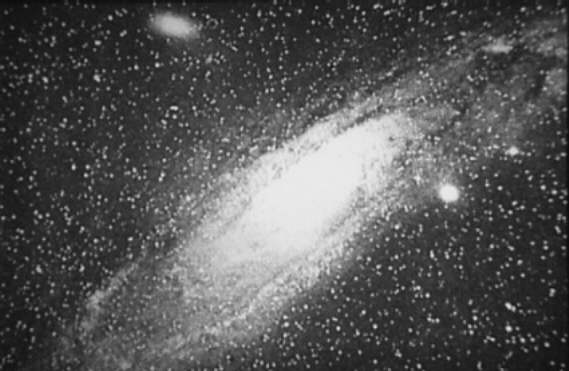
Fotografia della "Grande Nebulosa di Andromeda" risalente al 1899, in seguito denominata Galassia di Andromeda.

Nel 1845 Lord Rosse costruì un nuovo telescopio che gli consentì di distinguere la forma ellittica e spiraliforme di alcune delle nebulose allora conosciute; inoltre cercò di capire quale fosse il "punto sorgente individuale" in molte di queste particolari "nebulose", secondo quanto formulato in precedenza da Kant.
Nel 1917 Heber Curtis osservò la supernova S Andromedae all'interno della "Grande Nebulosa di Andromeda"; cercando poi nei registri fotografici trovò altre undici stelle novae. Curtis determinò che la magnitudine apparente di questi oggetti era stata 10 volte inferiore di quella che raggiungono gli oggetti all'interno della Via Lattea. Come risultato egli calcolò che la "nebulosa" dovesse trovarsi a una distanza di circa 150 000 parsec. Diventò così un sostenitore della teoria degli "universi isola", che affermava che le nebulose di forma spirale erano in realtà galassie separate simili alla nostra. Nel 1920 ebbe luogo il Grande Dibattito tra Harlow Shapley e Heber Curtis riguardo alla natura della Via Lattea, delle nebulose spiraliformi e sulle dimensioni dell'Universo. Per supportare l'ipotesi che la Grande Nebulosa di Andromeda fosse in realtà una galassia esterna, Curtis indicò la presenza di linee oscure simili alle nebulose oscure osservabili nella Via Lattea, come anche il notevole Effetto Doppler osservato.
Il problema fu definitivamente risolto nei primi anni venti da Edwin Hubble che si servì del potente telescopio Hooker, appena costruito nell'osservatorio di Monte Wilson. Fu in grado di risolvere le parti esterne di alcune nebulose spiraliformi come insiemi di stelle e identificò alcune variabili Cefeidi, che lo aiutarono a stimare la distanza di queste nebulose: queste si rivelarono troppo distanti per essere parte della Via Lattea. Nel 1936 lo stesso Hubble ideò un sistema di classificazione per le galassie in base alla loro morfologia ancora usato ai nostri giorni, la Sequenza di Hubble.

## Dimensioni

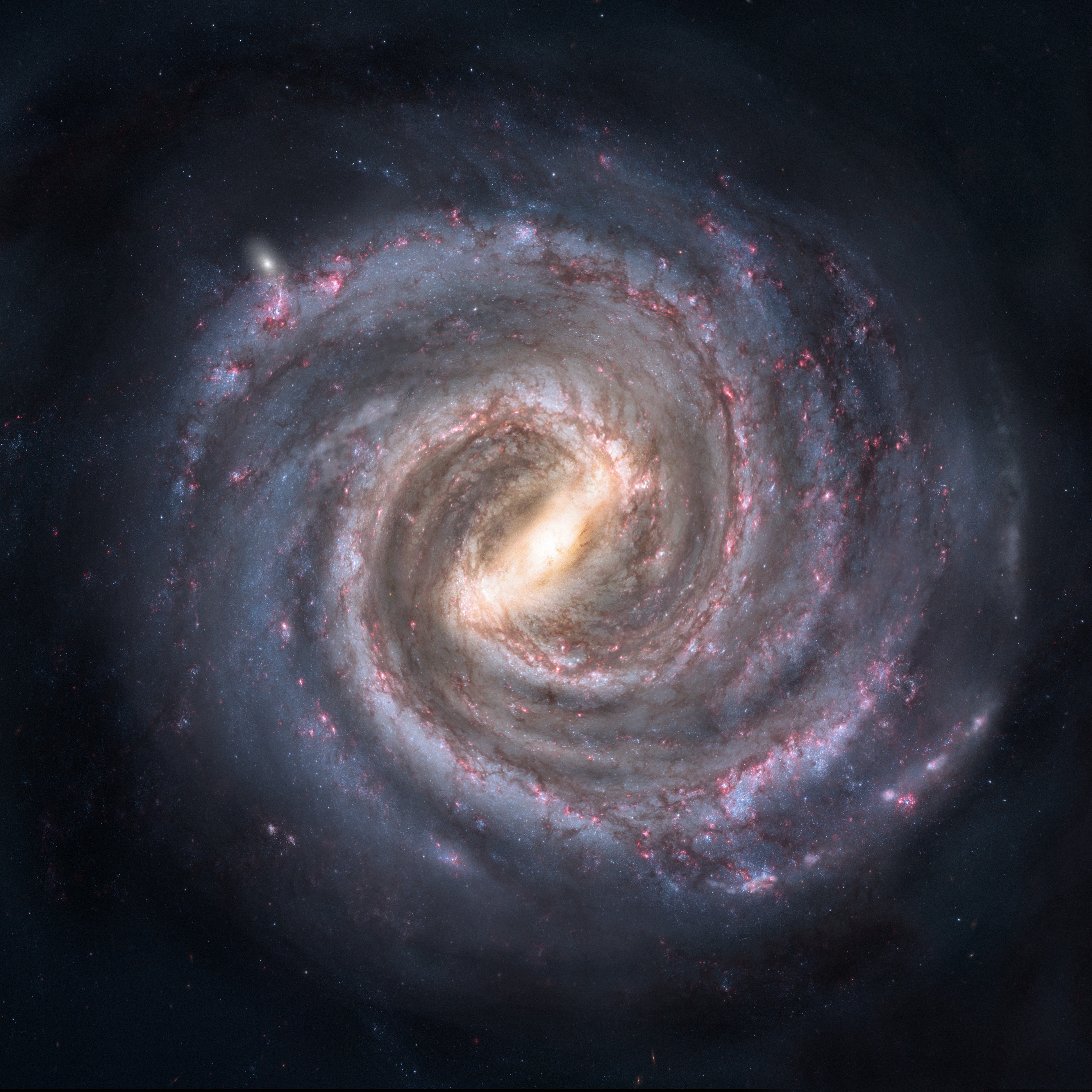
Una rappresentazione artistica della Via Lattea.

Il disco stellare della Via Lattea ha un diametro di circa 100 000 anni luce e uno spessore, nella regione dei bracci, di circa 1 000 anni luce. Le stime sul numero di stelle che la compongono sono varie e a volte controverse: secondo alcune fonti sarebbero circa 200 miliardi, mentre secondo altre potrebbero essere fino a 400 miliardi; In realtà il numero esatto dipende dalla quantità delle stelle di piccola massa, altamente incerto; inoltre recenti osservazioni inducono a pensare che il disco gassoso della Via Lattea abbia uno spessore di ben 12 000 anni luce, un valore dodici volte superiore a quello precedentemente ipotizzato. Se vi fosse un modellino in scala con un diametro di 130 km che rappresentasse la nostra Galassia, il sistema solare ne occuperebbe appena 2 millimetri.
All'esterno della Via Lattea si staglia l'alone galattico, delimitato dalle due galassie satelliti maggiori, la Grande e la Piccola Nube di Magellano, i cui perigalattici (i punti delle loro orbite più vicini alla nostra Galassia) distano circa 180 000 anni luce dalla Via Lattea stessa.

## Età
Definire l'età esatta della Via Lattea presenta notevoli difficoltà; l'età stimata di HD 140283, la stella più antica conosciuta nella Galassia, è di circa 13,7 miliardi di anni, un'età non molto diversa da quella dell'Universo stesso.
Questa stima è basata sulle ricerche condotte nel 2004 da un team di astronomi che si servirono dello spettrografo del Very Large Telescope per misurare, per la prima volta, il contenuto in berillio di due stelle dell'ammasso globulare NGC 6397. Da queste ricerche emerse che il lasso di tempo che separa la comparsa della prima generazione di stelle dell'intera Galassia da quella dell'ammasso globulare esaminato si aggira tra i 200 e i 300 milioni di anni; considerando l'età stimata delle stelle dell'ammasso globulare (13,4 ± 0,8 miliardi di anni), fu possibile stimare l'età delle stelle più vecchie della Via Lattea, che quindi si aggirerebbe sui 13,7 ± 0,8 miliardi di anni ossia circa 300 milioni di anni più vecchie. Se questi calcoli sono corretti, il disco galattico avrebbe un'età compresa tra 6,5 e 10,1 miliardi di anni.

## Composizione e struttura

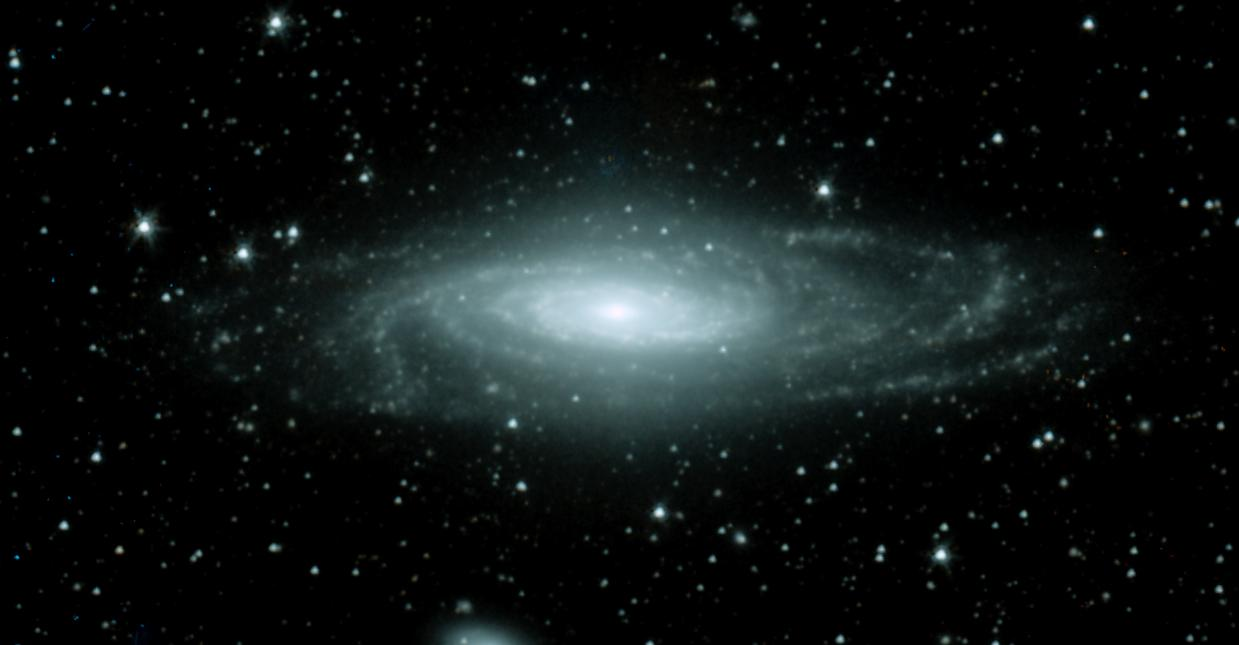
NGC 7331 è spesso citata come una galassia gemella della Via Lattea; osservandola dall'esterno, la nostra Galassia sarebbe quindi molto simile a questa. IC 342 è un'altra galassia di aspetto simile alla nostra.

Le osservazioni condotte dal telescopio spaziale Spitzer nel 2005 confermarono che la Via Lattea è realmente una galassia a spirale barrata: la nostra Galassia è dunque formata da un nucleo centrale (bulge) attraversato da una struttura simile a una barra, costituita da stelle evolute, circondate da gas e polveri; dalla barra si dipartono quattro strutture a spirale logaritmica su cui si dispongono le formazioni stellari più giovani.
Da studi condotti nel 2019 sul warp galattico, appare che la galassia non sia piatta, non sia una spirale posizionata su un piano, ma come alcune altre sia deformata con alcuni bracci deformati tra i 27 000 e 28 000 anni luce in un senso sopra il piano e alcune migliaia sul lato opposto, in misura asimmetrica. Questa conformazione, che si sposta e fluttua attorno alla galassia in un intervallo di alcuni milioni di anni, provoca da un lato una deformazione più pronunciata che quella del lato opposto; si suppone, dato che la deformazione influenza più le stelle nate circa 3 miliardi di anni fa invece che quelle nate oltre 6-9 miliardi fa, sia dovuta all'influenza della Galassia Nana Ellittica del Sagittario, una galassia satellite che ha effettivamente interagito con la Via Lattea circa 3 miliardi di anni fa, probabilmente perturbando la configurazione della Via Lattea stessa.
La distribuzione della massa nella Galassia sembra ricalcare il modello Sbc suggerito nella classificazione di Hubble, ossia una galassia spirale con dei bracci relativamente sottili e sfrangiati.
L'ipotesi che la Via Lattea fosse in realtà una spirale barrata, e non una semplice galassia a spirale come si credeva inizialmente, iniziò a interessare gli astronomi attorno agli anni ottanta; i loro sospetti furono confermati dalle osservazioni condotte dal telescopio spaziale Spitzer nel corso del 2005, che mostrarono anche che la barra centrale della Via Lattea fosse in realtà più larga di quanto inizialmente sospettato. La Via Lattea è ora considerata una spirale barrata di tipo SBbc.
Nel 2006 fu stimata con maggior accuratezza la massa totale della Galassia, e fu indicato un valore di circa 5,8 × 1011 M☉, che comprende un numero di componenti stellari variabile, a seconda dell'abbondanza di stelle di piccola massa, tra 200 e 400 miliardi di stelle. La magnitudine assoluta integrata della Via Lattea è stata invece stimata intorno a −20,9. Gran parte della massa galattica potrebbe essere costituita da materia oscura, che forma un alone galattico le cui stime di massa variano tra 600 miliardi e 3 000 miliardi di masse solari (M☉).

### Centro galattico

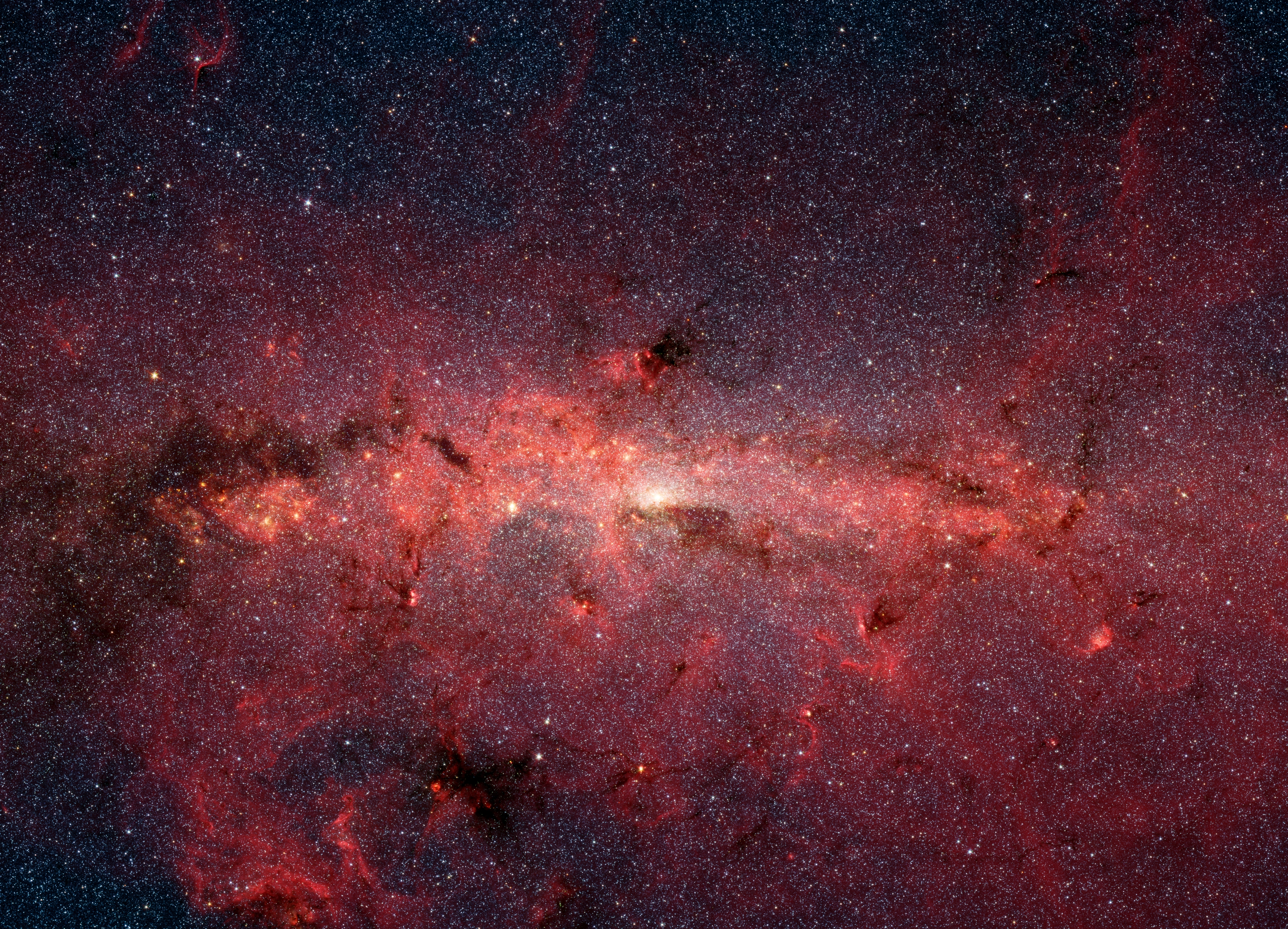
Il centro della Via Lattea in una immagine nell'infrarosso presa dal telescopio spaziale Spitzer.

Il disco galattico, che si estende su un piano attorno al centro galattico, ha un diametro compreso fra 70 000 e 150 000 anni luce. La distanza tra il Sole e il centro galattico è attualmente stimata in 26 000 ± 1 400 anni luce (7,62 ± 0,32 kpc), mentre le stime precedenti si aggiravano su valori attorno ai 35 000 anni luce.
Il centro galattico nasconde al suo interno un oggetto di massa molto elevata, che si ritiene essere la causa della forte emissione radio da parte della sorgente nota come Sagittarius A; nel 2022 è stato definitivamente confermato che tale oggetto è un buco nero supermassiccio, denominato Sgr A*. Si pensa che molte galassie abbiano al loro centro oggetti di questo tipo.
Il centro galattico è attraversato da una barra, dalle dimensioni prossime ai 27 000 anni luce; si crede che essa attraversi il centro galattico con un angolo di visuale di 44 ± 10 gradi rispetto alla linea ideale che collega il Sole allo stesso centro galattico. La barra è composta principalmente da stelle rosse, probabilmente di età molto antica (fondamentalmente, nane e giganti rosse) e appare circondata da una struttura ad anello chiamata "anello dei 5 kpc", che contiene una gran parte dell'idrogeno molecolare presente nella Galassia e dove hanno luogo molti fenomeni di formazione stellare. Vista dalla Galassia di Andromeda, questa struttura sarebbe la più luminosa osservabile della nostra Galassia.

### Bracci di spirale
Ogni braccio di spirale descrive una spirale logaritmica (come d'altra parte fanno tutti i bracci delle galassie a spirale), con un'inclinazione di circa 12 gradi. L'esito di studi condotti nel 1993 ha suggerito l'esistenza, nella Via Lattea, di due bracci maggiori (Braccio di Perseo e Braccio Scudo-Croce) e due bracci complementari (Braccio del Cigno e Braccio del Sagittario), aventi tutti origine al centro della Galassia, con alcuni bracci secondari, che si dipartono dai maggiori; i loro nomi sono elencati di seguito, come mostrato anche dall'immagine a sinistra.
| colore                                    | braccio                                                                                 |
| ----------------------------------------- | --------------------------------------------------------------------------------------- |
| ciano                                     | Braccio dei 3-kpc e Braccio di Perseo                                                   |
| viola                                     | Braccio Regolo-Cigno (allungato con una recente scoperta)                               |
| verde                                     | Braccio Scudo-Croce                                                                     |
| rosa                                      | Braccio Carena-Sagittario                                                               |
| sono presenti anche due bracci secondari: |                                                                                         |
| arancione                                 | Braccio di Orione (che contiene il Sole e il nostro sistema solare)                     |
| giallo                                    | Braccio del Centauro (esteso fra il Braccio Carena-Sagittario e il Braccio Scudo-Croce) |

Struttura osservata e schematizzata dei bracci di spirale.

All'esterno dei bracci maggiori è presente un anello esterno, detto Anello dell'Unicorno; si tratta di una struttura anulare, che circonda la Galassia, formato da stelle e gas strappati dalle forze mareali ad altre galassie milioni di anni fa. Uno studio del 2008 ha tuttavia messo in discussione la natura di due dei bracci di spirale, considerandoli solo come degli addensamenti maggiori di gas rispetto allo spazio intragalattico circostante; i due bracci maggiori pertanto sarebbero il Braccio di Perseo e il Braccio Scudo-Croce.
Come spesso accade in molte galassie, la distribuzione della massa nella Via Lattea fa sì che la velocità orbitale della gran parte delle Stelle attorno al centro galattico non dipenda necessariamente dalla loro distanza dal centro; fuori dalle regioni del bulge o dal bordo esterno, la velocità tipica è compresa fra 210 e 240 km/s. Pertanto, il tipico periodo orbitale di una stella è direttamente proporzionale solo alla lunghezza della traiettoria percorsa, a differenza di quanto può invece essere osservato nel sistema solare, dove, nel rispetto delle leggi di Keplero, le differenti orbite dei pianeti possiedono anche differenze di velocità significative associate, ed è dunque anche uno degli indizi più evidenti dell'esistenza della materia oscura. Un altro aspetto interessante è il cosiddetto "problema dell'attorcigliamento" delle galassie spirali: se si suppone infatti che le parti più interne dei bracci di spirale ruotino più lentamente delle parti esterne, la Via Lattea si "attorciglierebbe" così tanto che la struttura a spirale ne verrebbe staccata. Questo scenario è in realtà l'opposto di quanto si osserva nella galassie spirali; per questo motivo gli astronomi suppongono che i bracci di spirale si formino come risultato di un'onda di densità di materia emanata dal centro galattico. Il modello può essere paragonato a un ingorgo stradale su un'autostrada: le auto sono tutte in movimento, ma c'è sempre un punto in cui le auto sono ferme; uno scenario simile si osserva nei bracci di spirale laddove si rinvengono forti addensamenti stellari e di nebulose. Questo modello si accorda bene anche coi fenomeni di formazione stellare osservati nei bracci di spirale o nelle loro vicinanze: l'onda di compressione aumenta la densità dell'idrogeno molecolare, che collassa facilmente dando luogo alla formazione delle protostelle.

### Alone
Il disco galattico è circondato da un alone sferoidale formato da stelle vecchie e ammassi globulari, il 90% dei quali si trovano entro un raggio di 100 000 anni luce, suggerendo l'esistenza di un alone di stelle di 200 000 anni luce di diametro. Tuttavia, alcuni ammassi globulari sono stati osservati a distanze anche maggiori, come Palomar 4 e AM1, che si trovano a oltre 200 000 anni luce dal centro galattico. A differenza del disco, che contiene gas e polveri che oscurano la visuale ad alcune lunghezze d'onda, l'alone galattico ne è completamente privo; i fenomeni di formazione stellare hanno luogo nel disco, e specialmente nei bracci di spirale, dove la densità è maggiore, mentre nell'alone tali fenomeni non si verificano. Anche gli ammassi aperti sono oggetti tipici del disco e non dell'alone.
Recenti scoperte hanno aumentato le dimensioni della struttura nota della Via Lattea. Con la scoperta che il disco della Galassia di Andromeda si estende molto più di quanto precedentemente osservato, si è ipotizzato che anche quello della nostra Galassia potesse essere più esteso; questa ipotesi trovò la prima conferma con la scoperta dell'estensione del braccio esterno appartenente al Braccio del Cigno. Con la scoperta della Galassia Nana Ellittica del Sagittario arrivò anche l'individuazione di una scia di detriti causati dall'orbita polare della galassia e la sua interazione con la Via Lattea. Similmente, con la scoperta della Galassia Nana Ellittica del Cane Maggiore, fu scoperto un anello di detriti circondante il disco della Via Lattea derivante dall'interazione di questa galassia con la nostra.
Nel 2006 fu infine scoperta una grandissima struttura diffusa estesa sulla volta celeste su una superficie apparente di circa 5 000 volte quella della Luna piena, che non sembra adattarsi al modello ideato per la nostra Galassia: questo gruppo di stelle si estende infatti perpendicolarmente al piano galattico, verso l'esterno. La teoria più accreditata afferma che si tratti di una galassia nana in fase di fusione con la Via Lattea; questa galassia è stata chiamata col nome di Corrente stellare della Vergine, poiché si estende in direzione dell'omonima costellazione, a circa 30 000 anni luce da noi.

### Posizione del Sole

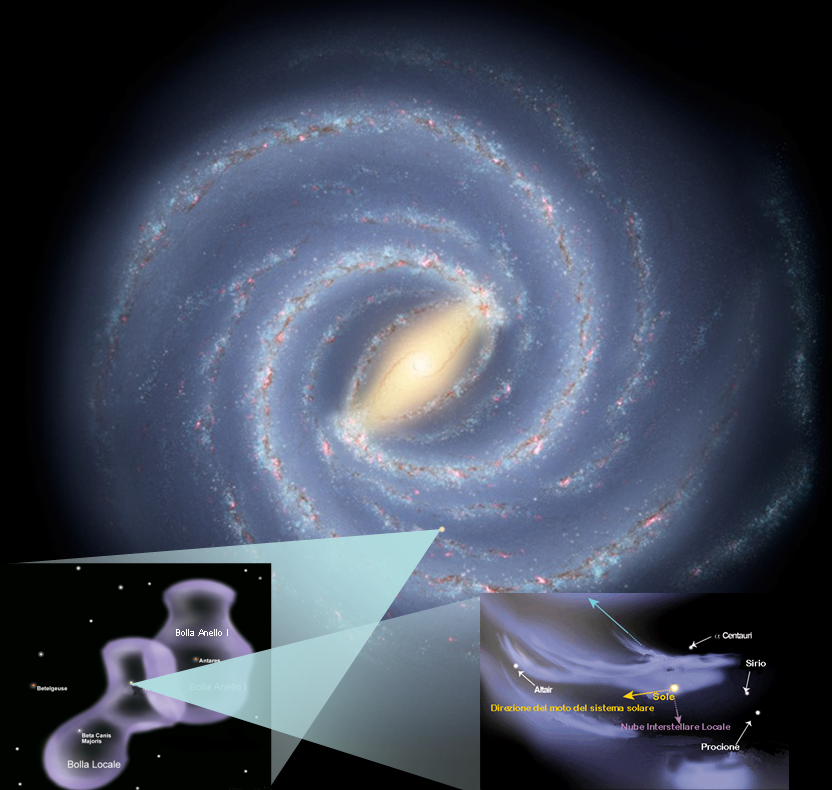
La posizione del Sole all'interno della Via Lattea (NASA).

Il Sole, e quindi anche la Terra e tutto il Sistema Solare, si trova nella Nube Interstellare Locale, che a sua volta si trova dentro la Bolla Locale, a sua volta dentro la Cintura di Gould situata nei pressi del bordo interno del Braccio di Orione, a una distanza di circa 7,62 ± 0,32 kpc dal centro galattico. La distanza tra il nostro braccio locale e quello subito più esterno, il Braccio di Perseo, è di circa 6500 anni luce. Il Sole e il Sistema Solare si trovano in quella fascia che gli scienziati chiamano zona galattica abitabile.
L'apice della traiettoria solare, noto come apice solare, indica la direzione in cui il Sole si sposta nello Spazio attraverso la Via Lattea. La direzione generica del moto solare è poco a sud della stella Vega, entro i confini meridionali della costellazione di Ercole, con un angolo di 60° rispetto alla direzione del centro galattico. L'orbita solare attorno alla Galassia si ipotizza che sia approssimativamente circolare, con l'aggiunta di perturbazioni dovute ai bracci di spirale e alla distribuzione di massa non uniforme. In aggiunta a ciò, il Sole oscilla su e giù rispetto al piano galattico all'incirca 2,7 volte per orbita; ciò ricorda molto da vicino come un moto armonico semplice lavori nel caso non sia né forzato né smorzato da forze esterne. A causa della relativamente alta densità di stelle e polveri incrociate nei pressi del piano galattico, queste oscillazioni spesso coincidono coi periodi di grandi estinzioni di massa verificatisi sulla Terra, probabilmente a causa dell'aumentato rischio di impatto con corpi celesti estranei.
Il Sistema Solare impiega circa 225-250 milioni di anni per completare un'orbita attorno alla Galassia (un anno galattico); si pensa dunque che il Sole abbia completato durante la sua vita circa 20-25 orbite complete, mentre dall'origine dell'Uomo sarebbe trascorso 1/1250 di rivoluzione. La velocità orbitale del Sistema Solare rispetto al centro galattico è approssimativamente di 220 km/s; a questa velocità, al Sistema Solare occorrono circa 1400 anni per compiere uno spostamento pari a un anno luce, o 8 giorni per muoversi di una UA.

## Ambiente esterno
La Via Lattea e la Galassia di Andromeda formano un sistema binario di galassie spirali giganti; insieme alla Galassia del Triangolo e a tutte le galassie nane satelliti, circa un'ottantina, formano il Gruppo Locale. Il Gruppo Locale fa invece parte del Superammasso della Vergine. In uno studio del 2014 si indica un esteso superammasso di galassie che comprenderebbe i gruppi suddetti, citato col nome di Laniakea (nome che in lingua hawaiiana sta per "Immenso paradiso"); le dimensioni di quest'ammasso sarebbero di circa 500 milioni di anni luce.
La Via Lattea è il centro di gravità attorno al quale orbitano due galassie più piccole, chiamate Nubi di Magellano, e una parte delle galassie nane del Gruppo Locale. La più grande tra queste è la Grande Nube di Magellano, con un diametro di 20 000 anni luce, ossia circa un quinto di quello della nostra Galassia; nei suoi pressi si trova una compagna, la Piccola Nube di Magellano. Le due galassie sono connesse tra di loro e con la Via Lattea tramite la Corrente Magellanica, un ponte di idrogeno neutro; si pensa che il materiale di cui è composta la corrente sia stato strappato via dalla Grande Nube a causa delle forze mareali durante l'ultimo transito ravvicinato con la nostra Galassia. Alcune delle galassie nane orbitanti attorno alla Via Lattea sono la Galassia Nana Ellittica del Cane Maggiore, la più vicina, la Galassia Nana Ellittica del Sagittario, la Galassia Nana dell'Orsa Minore, quella dello Scultore, del Sestante, della Fornace e la Galassia Leo I. Le galassie nane più piccole orbitanti attorno alla nostra possiedono un diametro di appena 500 anni luce; tra queste ci sono la Galassia Nana della Carena e del Drago, più la galassia Leo II. Probabilmente esistono altre galassie nane ancora sconosciute, sempre gravitazionalmente legate alla Via Lattea. Osservazioni attraverso la zona d'ombra galattica rivelano di tanto in tanto nuovi membri del Gruppo Locale, finora solo galassie nane, alcune delle quali si rivelano poi essere legate con la nostra.

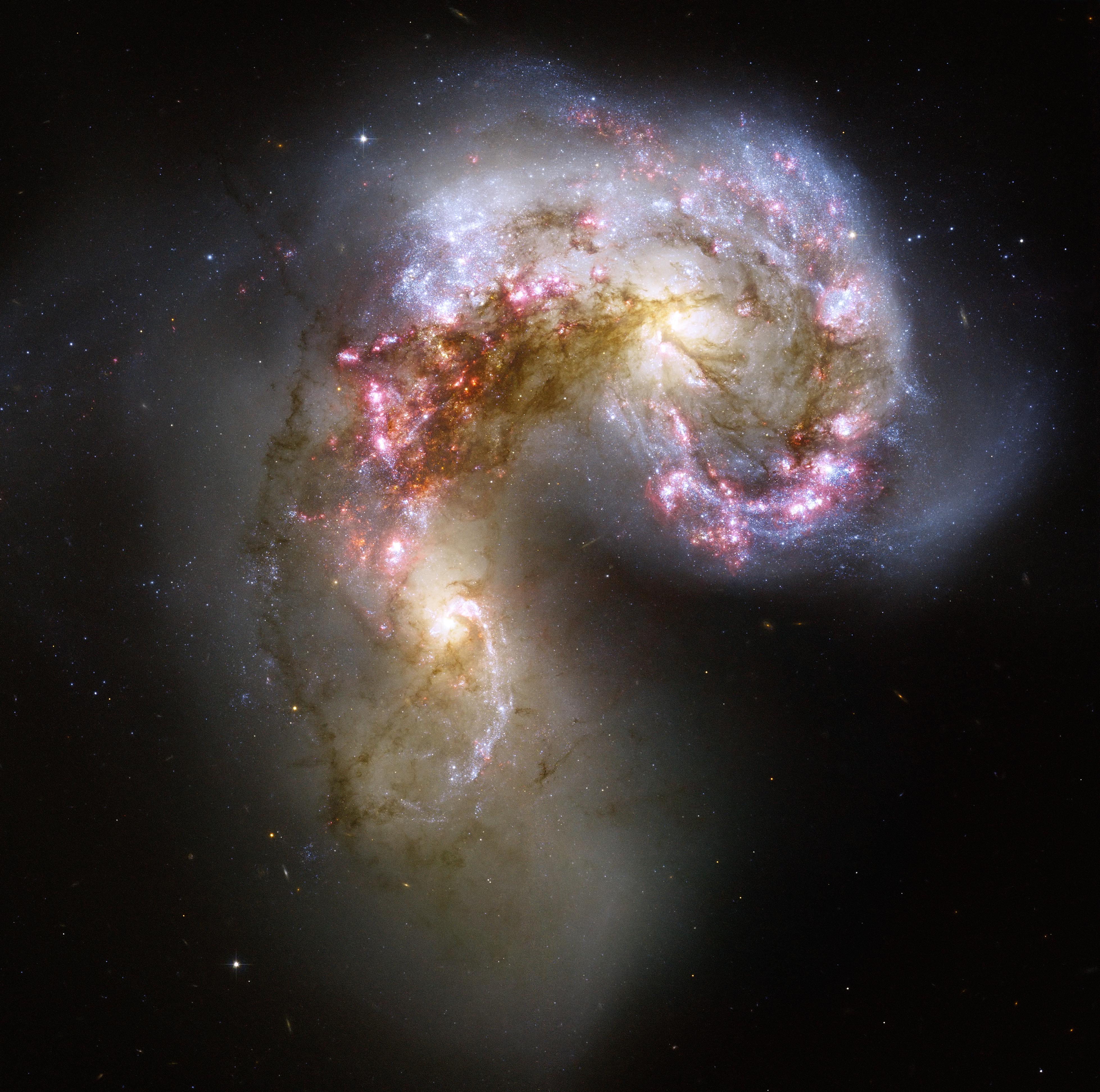
Le Galassie Antenne, un esempio di galassie in collisione.

Un'ipotesi suggestiva è stata da poco suggerita per spiegare il cosiddetto movimento in eccesso che la Via Lattea possiede verso una parte di Spazio oscurata dal centro galattico: alcuni scienziati americani hanno teorizzato l'esistenza di un'altra galassia gigante di dimensioni paragonabili alla Galassia di Andromeda, posta nel Gruppo Locale a circa 3 milioni di anni luce da noi, oppure al massimo un gruppo di galassie simile al Gruppo Locale ma appena al di fuori di questo, popolato da alcune galassie giganti. Finora non è stato possibile osservare questa galassia (o quest'ammasso di galassie) poiché essa si muoverebbe proprio in direzione del centro galattico, e dunque risulterebbe oscurata dalle polveri oscure. La radioastronomia, secondo alcuni, potrebbe essere in futuro in grado di attraversare lo spesso strato di nubi galattiche per osservare lo Spazio a noi nascosto.
Nel gennaio del 2006 alcuni ricercatori riportarono che il fino ad allora inspiegato warp (distorsione) riscontrato sul disco galattico era stato ora mappato e si era trovato un increspamento, o vibrazione, creata dalle Nubi di Magellano durante la loro rivoluzione attorno alla nostra Galassia, che causa delle vibrazioni a certe frequenze quando queste si trovano appena fuori dai confini della Via Lattea. Prima queste due galassie, che possiedono assieme circa il 2% della massa della Via Lattea, erano considerate troppo piccole per influenzare la nostra Galassia; tuttavia, tenendo conto della presenza della materia oscura, il movimento di queste due galassie crea una scia che la influenza. Secondo delle elaborazioni condotte dall'Università del Massachusetts, la materia oscura si separa dal disco galattico assieme allo strato di gas conosciuto, comportando un aumento dell'effetto gravitazionale delle due Nubi di Magellano nel momento di transito vicino alla Via Lattea.
Le misure attuali suggeriscono inoltre che la Galassia di Andromeda si stia avvicinando a noi a una velocità compresa fra 100 e 140 km/s. Come conseguenza di ciò si ipotizza che fra 3 o 4 miliardi di anni la Via Lattea e la Galassia di Andromeda potrebbero collidere; in un evento apparentemente catastrofico come quello di uno scontro fra galassie, le singole stelle non collideranno fra di loro, ma si mescoleranno, andando a formare un'unica grande galassia ellittica nel corso di un miliardo di anni dallo scontro. Tuttavia in base a studi recenti esiste solo il 50% di probabilità di collisione tra Via Lattea e Galassia di Andromeda entro i prossimi 10 miliardi di anni.

## Velocità
In senso generale, la velocità assoluta di un oggetto attraverso lo Spazio non è una questione significante secondo la teoria della Relatività ristretta di Einstein, secondo la quale non esiste un sistema di riferimento inerziale nello spazio con cui comparare la velocità della Via Lattea (il movimento infatti deve essere in questo caso necessariamente specificato in rapporto a un altro oggetto).
Gli astronomi credono che la Via Lattea si muova a circa 600 km/s rispetto al riferimento dato dalle galassie circostanti; se ciò fosse corretto, la Terra compirebbe uno spostamento nello Spazio di 51,84 milioni di km al giorno, o più di 18,9 miliardi di km all'anno, circa 4,5 volte la distanza minima da Plutone. La nostra Galassia si starebbe muovendo in un punto di Spazio visibile nella costellazione dell'Idra, e potrebbe col tempo diventare un membro dell'Ammasso della Vergine.
Un altro punto di riferimento è dato dalla radiazione cosmica di fondo (CMB); la Via Lattea sembra muoversi a circa 552 km/s rispetto ai fotoni della CMB. Questo movimento è osservato da satelliti come il COBE e il WMAP, che fungono da bilanciamento bipolare alla CMB, poiché i fotoni in sintonia con la radiazione di fondo mostrano uno spostamento verso il blu in direzione del movimento e uno spostamento verso il rosso nella direzione opposta.

## Nella cultura di massa moderna

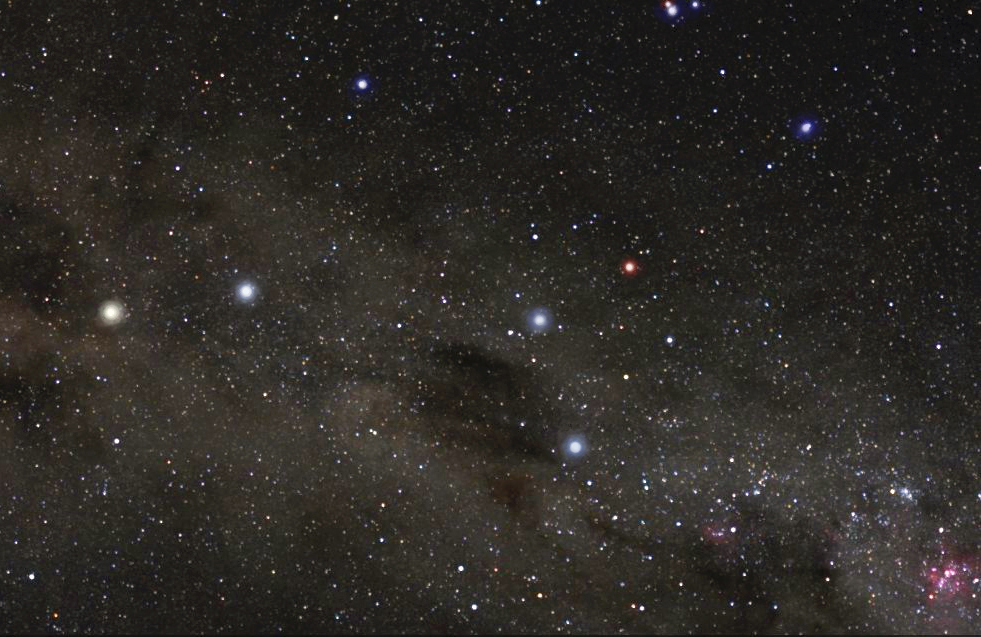
La Via Lattea del sud; evidenti la Croce del Sud e, a sinistra, Alfa Centauri. Quest'ultima è pure frequentemente usata come riferimento culturale.

Esistono due tipi differenti di culture popolari moderne legate alla Via Lattea: quello legato all'ambientazione di saghe fantascientifiche nella nostra Galassia, e quello legato semplicemente al suo nome, Via Lattea, e più in particolare alla versione inglese, Milky Way.
La saga di fantascienza ambientata negli spazi interstellari della nostra Galassia che vanta il maggior numero di episodi e serie televisive è Star Trek; si tratta di un lungo ciclo di film e di telefilm ambientati in un futuro in cui l'Uomo ha raggiunto un livello tale di tecnologia da poter intraprendere viaggi nello spazio intragalattico ed entrare in contatto con civiltà aliene, riunendosi con loro in un grande corpo amministrativo chiamato Federazione Unita dei Pianeti. Nella prima serie di film, al comando della grande astronave Enterprise, un gruppo multietnico e multiculturale di esploratori si spinge in un viaggio di cinque anni alla scoperta di angoli remoti della Via Lattea. A questo ciclo di film sono seguiti altri cicli di produzioni cinematografiche per il piccolo e per il grande schermo, nonché alcune serie animate.
Un'altra saga molto famosa ambientata nella Via Lattea è la serie di cicli (gruppi di romanzi accomunati da un tema di fondo comune) di Isaac Asimov: il Ciclo dei Robot, il Ciclo della Fondazione e il Ciclo dell'Impero; in tutti e tre i cicli, la Via Lattea è controllata in gran parte da un Impero Galattico, a cui appartengono tutti i pianeti colonizzati dall'Uomo. A differenza della maggior parte degli imperi galattici descritti nella fantascienza più recente, l'Impero Galattico asimoviano non è caratterizzato negativamente ed è un'istituzione generalmente benigna. Al momento della sua massima espansione questo impero occupava oltre venticinque milioni di mondi.
La seconda tradizione riguarda il nome stesso Via Lattea, che viene spesso usato come fonte di ispirazione per gruppi folk, locali e località. Il nome inglese MilkyWay identifica ad esempio un gruppo di musica pop giapponese, mentre lo stesso nome è stato usato come titolo di una canzone di Syd Barrett, il fondatore e primo leader dei Pink Floyd, di un pezzo dei Weather Report, nonché di una canzone del cantautore italiano Franco Battiato. Il nome Via Lattea è anche usato per intitolare aree e comprensorii: Via Lattea è ad esempio il nome di un comprensorio sciistico piemontese, mentre in Inghilterra del sud si trova un parco divertimenti intitolato The Milky Way.
In letteratura La Via Lattea è il titolo di un poema di Théodore de Banville pubblicato nel 1843 e di Guillaume Apollinaire (all'interno della raccolta Alcools) pubblicato nel 1913. Anche William Wordsworth, poeta inglese ritenuto il fondatore del Romanticismo in Inghilterra, nella sua poesia forse più famosa, The Daffodils, cita la Via Lattea facendo una similitudine tra i narcisi che ha visto danzare nel vento e le stelle che risplendono nella nostra Galassia.

### Libri
- (EN) Robert Burnham, Jr., Burnham's Celestial Handbook: Volume Two, New York, Dover Publications, Inc., 1978.
- (EN) Chaisson, McMillan, Astronomy Today, Englewood Cliffs, Prentice-Hall, Inc., 1993, ISBN 0-13-240085-5.
- (EN) Thomas T. Arny, Explorations: An Introduction to Astronomy, 3 updatedª ed., Boston, McGraw-Hill, 2007, ISBN 0-07-321369-1.
- AA.VV, L'Universo - Grande enciclopedia dell'astronomia, Novara, De Agostini, 2002.
- J. Gribbin, Enciclopedia di astronomia e cosmologia, Milano, Garzanti, 2005, ISBN 88-11-50517-8.
- Fulvio Melia, Il buco nero al centro della nostra galassia, Torino, Bollati Boringhieri, 2005, ISBN 88-339-1608-1.
- W. Owen et al., Atlante illustrato dell'Universo, Milano, Il Viaggiatore, 2006, ISBN 88-365-3679-4.
- J. Lindstrom, Stelle, galassie e misteri cosmici, Trieste, Editoriale Scienza, 2006, ISBN 88-7307-326-3.

### Articoli Scientifici
- Thorsten Dambeck: Gaia, un “calibro” da sogno per la distanza..., Le Stelle, novembre 2008

### Carte celesti
- Tirion, Rappaport, Lovi, Uranometria 2000.0 - Volume I & II, Richmond, Virginia, USA, Willmann-Bell, inc., 1987, ISBN 0-943396-15-8.
- Tirion, Sinnott, Sky Atlas 2000.0, 2ª ed., Cambridge, USA, Cambridge University Press, 1998, ISBN 0-933346-90-5.
- Tirion, The Cambridge Star Atlas 2000.0, 3ª ed., Cambridge, USA, Cambridge University Press, 2001, ISBN 0-521-80084-6.

### Voci generiche
- Galassia
- Galassia a spirale
- Galassia a spirale barrata
- Sequenza di Hubble

### Voci affini
- Galassie satellite della Via Lattea
- Galassia di Andromeda
- Galassia del Triangolo
- Gruppo Locale
- Superammasso della Vergine